# Chicago Bears 2024
La stagione 2024 dei Chicago Bears è stata la 105ª della franchigia nella National Football League e la terza e ultima con Matt Eberflus come capo-allenatore. La squadra era in possesso della prima scelta assoluta nel Draft NFL 2024, ottenuta l'anno precedente in uno scambio con i Carolina Panthers, con cui ha selezionato il quarterback da USC Caleb Williams. Il 29 novembre, dopo una sconfitta il giorno precedente nella gara del Giorno del Ringraziamento contro i Detroit Lions, Eberflus fu licenziato mentre la squadra di trovava su un record di 4 vittorie e 8 sconfitte, di cui sei consecutive. Fu il primo allenatore in 105 anni di storia della franchigia a venire licenziato durante la stagione.

## Scelte nel Draft 2024
| Scelte dei Bears nel Draft 2024 |        |                                       |                                       |                                       |                  |
| Giro                            | Scelta | Giocatore                             | Ruolo                                 | College                               | Note             |
| 1                               | 1      | Caleb Williams                        | QB                                    | USC                                   | Da Carolina      |
| 1                               | 9      | Rome Odunze                           | WR                                    | Washington                            |                  |
| 2                               | 40     | Scambiata con i Washington Commanders | Scambiata con i Washington Commanders | Scambiata con i Washington Commanders |                  |
| 3                               | 75     | Kiran Amegadjie                       | OT                                    | Yale                                  |                  |
| 4                               | 110    | Scambiata con i Los Angeles Chargers  | Scambiata con i Los Angeles Chargers  | Scambiata con i Los Angeles Chargers  |                  |
| 4                               | 122    | Tory Taylor                           | P                                     | Iowa                                  | Da Philadelphia  |
| 5                               | 144    | Austin Booker                         | DE                                    | Kansas                                | Da Buffalo Bills |
| 6                               | 184    | Scambiata con i Miami Dolphins        | Scambiata con i Miami Dolphins        | Scambiata con i Miami Dolphins        |                  |
| 7                               | 231    | Scambiata con i New England Patriots  | Scambiata con i New England Patriots  | Scambiata con i New England Patriots  |                  |

## Staff
| Staff dei Chicago Bears |
| --- |
| Organi dirigenziali - Segretario del Consiglio di Amministrazione – Virginia Halas McCaskey - Chairman – George McCaskey - Presidente/CEO – Ted Phillips - General manager – Ryan Poles - Assistente general manager – Ian Cunningham - Vice presidente senior/consulente generale – Cliff Stein - Co-direttore del personale dei giocatori – Trey Koziol - Direttore degli osservatori dei professionisti – Jeff King - Direttore degli osservatori del college – Mark Sadowski - Direttore dell'amministrazione del football – Matt Feinstein Capo allenatore - Matt Eberflus Altri allenatori - Direttore delle prestazioni – Brent Salazar - Preparatore atletico – Jim Arthur - Assistente p.a. – Noble Landry - Assistente p.a. – Jim Mangiero Allenatori dell'attacco - Coordinatore offensivo – Luke Getsy - Quarterback – Andrew Janocko - Running back – David Walker - Gioco sui passaggi/wide receiver – Tyke Tolbert - Tight end – Jim Dray - Assistente tight end – Tim Zetts - Offensive line – Chris Morgan - Assistente offensive line – Austin King - Controllo qualità attacco – Omar Young Allenatori della difesa - Coordinatore difensivo – Alan Williams - Defensive line – Travis Smith - Assistente defensive line – Justin Hinds - Linebacker – Dave Borgonzi - Defensive back – James Rowe - Safety – Andre Curtis - Assistente defensive back – David Overstreet II - Controllo qualità difesa – Ronell Williams Allenatori dello special team - Coordinatore dello special team – Richard Hightower - Assistente special team – Carlos Polk |

## Roster
| Roster dei Chicago Bears |
| --- |
| Quarterback - 17 Tyson Bagent - 18 Caleb Williams Running Back - 35 Khari Blasingame FB - 24 Khalil Herbert - 20 Travis Homer - 23 Roschon Johnson - 4 D'Andre Swift Wide Receiver - 13 Keenan Allen - 11 DeAndre Carter - 12 Velus Jones Jr. - 2 D.J. Moore - 15 Rome Odunze - 10 Tyler Scott Tight End - 14 Gerald Everett - 85 Cole Kmet - 84 Marcedes Lewis Offensive Linemen - 72 Kiran Amegadjie T - 71 Ryan Bates C - 64 Nate Davis G - 76 Teven Jenkins G - 70 Braxton Jones T - 68 Doug Kramer C - 60 Bill Murray G - 79 Matt Pryor T - 65 Coleman Shelton C - 58 Darnell Wright T Defensive Linemen - 97 Andrew Billings DT - 94 Austin Booker DE - 99 Gervon Dexter DT - 92 Daniel Hardy DE - 96 Zacch Pickens DT - 90 Dominique Robinson DE - 98 Montez Sweat DE - 52 Darrell Taylor DE - 95 DeMarcus Walker DE - 91 Chris Williams DT Linebacker - 49 Tremaine Edmunds MLB - 53 T.J. Edwards OLB - 45 Amen Ogbongbemiga OLB - 57 Jack Sanborn MLB - 44 Noah Sewell OLB Defensive Back - 39 Josh Blackwell CB - 9 Jaquan Brisker SS - 31 Kevin Byard FS - 6 Kyler Gordon CB - 22 Elijah Hicks FS - 1 Jaylon Johnson CB - 21 Jaylon Jones CB - 36 Jonathan Owens SS - 32 Terell Smith CB - 29 Tyrique Stevenson CB Special Team - 8 Cairo Santos K - 19 Tory Taylor P Lista delle riserve - 75 Larry Borom T (IR-DRF) - 55 Jacob Martin DE (IR-DRF) - 48 Patrick Scales LS (IR) - -- Nsimba Webster WR (IR) - 33 Ian Wheeler RB (IR) Squadra di allenamento - 47 Micah Baskerville MLB - 62 Theo Benedet T - 88 Stephen Carlson TE - 93 Byron Cowart DT - 73 Jake Curhan T - 46 Scott Daly LS - 63 Chris Glaser G - 80 Collin Johnson WR - 50 Carl Jones Jr. OLB - 59 Jamree Kromah DE - 30 Tarvarius Moore FS - 16 Austin Reed QB - 67 Sam Roberts DT - 27 Reddy Steward CB - 37 Ro Torrence CB - 83 Samori Toure WR Roster aggiornato al 6 settembre 2024 52 attivi, 5 inattivi, 16 nella squadra di allenamento |
| Legenda - I rookie sono in corsivo. - Il primo ruolo è il principale mentre gli eventuali successivi indicano i ruoli secondari. - (IR) sta per Injured Reserve ed indica la lista ristretta per un solo giocatore infortunato che può tornare ad allenarsi dopo la settimana 6 e a rientrare in prima squadra dopo che questa ha giocato 8 partite. - (NF-Inj.) / (NF-Ill.) stanno rispettivamente per Non-Football Injured e Non-Football Illness ed indicano le liste dove viene inserito un giocatore che ha un infortunio o una malattia non dipendente dal football americano. - (PUP) sta per Physically Unable to Perform ed indica la lista dove viene inserito un giocatore mentre è in attesa di recuperare la condizione fisica. Nella stagione regolare dopo la sesta partita giocata dalla propria squadra, il giocatore ha tempo tre settimane per riprendere ad allenarsi, più tre settimane aggiuntive dal suo rientro agli allenamenti per rientrare in prima squadra. |

## Precampionato
Il 26 marzo 2024 fu annunciato che i Bears avrebbero affrontato gli Houston Texans il 1º agosto 2024 nella partita della Pro Football Hall of Fame, con i Bears che videro introdotti nella Hall of Fame tre giocatori: Devin Hester, Steve McMichael e Julius Peppers. Il 15 maggio 2024 furono annunciate le altre gare del precampionato.
| Stagione regolare |           |            |                      |           |        |                                                  |              |         |
| Settimana         | Data      | Ora (CT)   | Avversario           | Risultato | Record | Stadio                                           | TV           | Sintesi |
| Hall of Fame Game | 1º agosto | 7:00 p.m.  | Houston Texans       | V 21-17   | 1-0    | Tom Benson Hall of Fame Stadium (Canton in Ohio) | ESPN/ABC     | Sintesi |
| 1                 | 10 agosto | 12:00 p.m. | @ Buffalo Bills      | V 33-6    | 2-0    | Highmark Stadium                                 | Fox 32 (Fox) | Sintesi |
| 2                 | 17 agosto | 12:00 p.m. | Cincinnati Bengals   | V 27-3    | 3-0    | Soldier Field                                    | Fox 32 (Fox) | Sintesi |
| 3                 | 22 agosto | 7:00 p.m.  | @ Kansas City Chiefs | V 34-21   | 4-0    | Arrowhead Stadium                                | Fox 32 (Fox) | Sintesi |

## Stagione regolare

### Calendario
Il calendario della stagione regolare fu reso noto il 15 maggio 2024. Data e orario della gara di settimana 18 furono definiti il 29 dicembre, subito dopo lo svolgimento del diciassettesimo turno.
| Stagione regolare |                    |                    |                          |                    |                    |                                    |                    |                    |
| Settimana         | Data               | Ora (CT)           | Avversario               | Risultato          | Record             | Stadio                             | TV                 | Sintesi            |
| 1                 | 8 settembre        | 12:00 p.m.         | Tennessee Titans         | V 24-17            | 1-0                | Soldier Field                      | Fox                | Sintesi            |
| 2                 | 15 settembre       | 7:20 p.m.          | @ Houston Texans (S)     | S 13-19            | 1-1                | NRG Stadium                        | NBC                | Sintesi            |
| 3                 | 22 settembre       | 12:00 p.m.         | @ Indianapolis Colts     | S 16-21            | 1-2                | Lucas Oil Stadium                  | CBS                | Sintesi            |
| 4                 | 29 settembre       | 12:00 p.m.         | Los Angeles Rams         | V 24-18            | 2-2                | Soldier Field                      | Fox                | Sintesi            |
| 5                 | 6 ottobre          | 12:00 p.m.         | Carolina Panthers        | V 36-10            | 3-2                | Soldier Field                      | Fox                | Sintesi            |
| 6                 | 13 ottobre         | 8:30 a.m.          | Jacksonville Jaguars (I) | V 35-16            | 4-2                | Tottenham Hotspur Stadium (Londra) | NFL Network        | Sintesi            |
| 7                 | Settimana di pausa | Settimana di pausa | Settimana di pausa       | Settimana di pausa | Settimana di pausa | Settimana di pausa                 | Settimana di pausa | Settimana di pausa |
| 8                 | 27 ottobre         | 3:25 p.m.          | @ Washington Commanders  | S 15-18            | 4-3                | Northwest Stadium                  | CBS                | Sintesi            |
| 9                 | 3 novembre         | 3:05 p.m.          | @ Arizona Cardinals      | S 9-29             | 4-4                | State Farm Stadium                 | CBS                | Sintesi            |
| 10                | 10 novembre        | 12:00 p.m.         | New England Patriots     | S 3-19             | 4-5                | Soldier Field                      | Fox                | Sintesi            |
| 11                | 17 novembre        | 12:00 p.m.         | Green Bay Packers        | S 19-20            | 4-6                | Soldier Field                      | Fox                | Sintesi            |
| 12                | 24 novembre        | 12:00 p.m.         | Minnesota Vikings        | S 27-30 (DTS)      | 4-7                | Soldier Field                      | Fox                | Sintesi            |
| 13                | 28 novembre        | 11:30 a.m.         | @ Detroit Lions (T)      | S 20-23            | 4-8                | Ford Field                         | CBS                | Sintesi            |
| 14                | 8 dicembre         | 3:25 p.m.          | @ San Francisco 49ers    | S 13-38            | 4-9                | Levi's Stadium                     | Fox                | Sintesi            |
| 15                | 16 dicembre        | 7:00 p.m.          | @ Minnesota Vikings (M)  | S 12-30            | 4-10               | U.S. Bank Stadium                  | ABC                | Sintesi            |
| 16                | 22 dicembre        | 12:00 p.m.         | Detroit Lions            | S 17-34            | 4-11               | Soldier Field                      | Fox                | Sintesi            |
| 17                | 26 dicembre        | 7:15 p.m.          | Seattle Seahawks (T)     | S 3-6              | 4-12               | Soldier Field                      | Prime Video        | Sintesi            |
| 18                | 5 gennaio          | 12:00 p.m.         | @ Green Bay Packers      | V 24-22            | 5-12               | Lambeau Field                      | Fox                | Sintesi            |

Note:
- Gli avversari della propria division sono in grassetto.
- Il simbolo "@" indica una partita giocata in trasferta.
- (M) indica il Monday Night Football, (T) il Thursday Night Football, (S) il Sunday Night Football e (I) una partita delle NFL International Series.

## Premi

### Premi settimanali e mensili
- Tyrique Stevenson:

difensore della NFC della settimana 1
- Tory Taylor:

giocatore degli special team della NFC della settimana 4
- Cole Kmet:

giocatore degli special team della NFC della settimana 6
- Caleb Williams:

quarterback della settimana 6
- Josh Blackwell:

giocatore degli special team della NFC della settimana 18